# بوليط حلقي
بوليط حلقي (الاسم العلمي:Boletus annularius) هو نوع الفطريات يتبع جنس البوليط من الفصيلة البوليطية.